# Сулим, Иван Вячеславович
Иван Вячеславович Сулим (бел. Іван Вячаслававіч Сулім; род. 4 мая 1989, Гомель или Солигорск, Минская область) — белорусский футболист, полузащитник клуба «Лесхоз».

## Карьера
Воспитанник футбольной академии «Гомеля». Был одним из основных футболистов дублирующего состава клуба. В 2007 году стал чаще подтягиваться к играм с основной командой. Дебютировал за клуб 25 августа 2007 года в матче против минского «Динамо». Закрепиться в основной команде клуба футболист так и не смог, дважды на правах арендного соглашения отправлявшись в «ДСК-Гомель». По окончании сезона 2010 года покинул клуб.
В 2011 году футболист перешёл в СКВИЧ. Дебютировал за клуб 23 апреля 2011 года в матче против светлогорского «Химика». Футболист закрепился в основной команде клуба. В 2012 году продолжил выступать в клубе. По окончании сезона покинул клуб. Всего за 2 сезоне провёл 49 матчей во всех турнирах.
В 2013 году перешёл в «Речицу». Дебютировал за клуб 20 апреля 2013 года в матче против «Слуцка». Футболист так на постоянной основе стал ключевым игроком стартового состава. Дебютный гол за клуб забил в своём следующем сезоне 15 ноября 2014 года в матче против «Смолевичи-СТИ». По окончании сезона покинул клуб.
В начале 2015 года футболист начал тренироваться с «Гомелем». В феврале 2015 года официально стал игроком клуба. Первый матч за клуб сыграл 10 апреля 2015 года против бобруйской «Белшины». Дебютный гол забил 2 августа 2015 года в матче Кубка Беларуси против «Кобрина». По итогу сезона футболист занял с клубом последнее место в турнирной таблице и по окончании срока действия контракта покинул клуб.
В феврале 2016 года футболист перешёл в мозырскую «Славию». Дебютировал за клуб 2 апреля 2016 года в матче против «Слуцка». Первым результативным действием отличился 27 ноября 2016 года в матче последнего тура Высшей Лиги против минского «Динамо», отдав голевую передачу. В 2017 году продолжил выступать в клубе, однако пропустил большую часть сезона из-за травм и по окончании сезона покинул клуб.
В 2018 году перешёл в житковичский ЮАС. Дебютировал за клуб 21 апреля 2018 года против новополоцкого «Нафтана». В июле 2018 года футболист покинул клуб. В январе 2022 года присоединился к гомельскому «Лесхозу», вместе с которым футболист выступал во Второй Лиге.